# Cada mañana
Cada mañana fue un programa de televisión emitido por la cadena española La 1 de Televisión Española en la temporada 1991-1992. Fue presentado por el periodista Secundino González, acompañado por María San Juan.

## Formato
Emitido de lunes a viernes en horario matinal, a las 8 de la mañana, y con una duración de 45 minutos, el espacio respondía al formato de Magazine, si bien, especialmente enfocado hacia la información. Se tratan asuntos como efemérides históricas (sección Tal día como hoy) o mini-reportajes sobre la actividad matinal de personajes relevantes (Las mañanas de...), Lo importante interesante, divulgación con Manuel Toharia. Comer para vivir, sobre hábitos alimentarios, ocio y cultura.